# Carlisle Lake District Airport
Carlisle Lake District Airport är en flygplats i Storbritannien.   Den ligger i grevskapet Cumbria och riksdelen England, i den centrala delen av landet, 400 km norr om huvudstaden London. Carlisle Lake District Airport ligger 57 meter över havet.
Terrängen runt Carlisle Lake District Airport är platt åt nordväst, men åt sydost är den kuperad. Terrängen runt Carlisle Lake District Airport sluttar västerut. Runt Carlisle Lake District Airport är det ganska tätbefolkat, med 96 invånare per kvadratkilometer. Närmaste större samhälle är Carlisle, 9,5 km sydväst om Carlisle Lake District Airport. Trakten runt Carlisle Lake District Airport består i huvudsak av gräsmarker.